# Happy Neon
Happy Neon es un EP de la cantante británica Neon Hitch. Fue lanzado el 14 de enero de 2013 en exclusiva por Billboard.com gratuitamente. Hitch lanzó el video musical de la canción "Pink Fields" el 6 de marzo de 2013 y el video musical de "Midnight Sun" el 24 de abril de 2013. Como la espera se prolonga para el lanzamiento del álbum debut de Neon Hitch, el EP fue lanzado como un adelanto de lo que vendría en el álbum.

## Lista de canciones
| Download digital |                                   |              |               |          |  |
| N.º              | Título                            | Escritor(es) | Productor(es) | Duración |  |
| 1.               | «The Bus» (canción de transición) | Neon Hitch   | Happy Perez   | 0:35     |  |
| 2.               | «Pink Fields»                     | Neon Hitch   | Happy Perez   | 4:11     |  |
| 3.               | «Midnight Sun»                    | Neon Hitch   | Happy Perez   | 4:04     |  |
| 4.               | «The Wizard Believe»              | Neon Hitch   | Happy Perez   | 4:19     |  |
| 5.               | «Jailhouse»                       | Neon Hitch   | Happy Perez   | 3:34     |  |
| 6.               | «Born to Be Remembered»           | Neon Hitch   | Happy Perez   | 5:19     |  |